# Albuci
Albuci o potser Albuti (en llatí Albucius o Albutius) va ser un metge romà que va viure probablement a la primera meitat del segle i. Plini el vell el menciona, i diu que guanyava cada any dos-cents cinquanta mil sestercis, suma molt considerable en aquell temps.